# Manastirica (Kladovo)
Manastirica (kyrillisch: Манастирица) ist ein Dorf in der Opština Kladovo und im Bezirk Bor im Osten Serbiens. 

## Einwohner
Die Volkszählung 2002 (Eigennennung) ergab, dass 250 Menschen im Dorf leben.
Weitere Volkszählungen:
- 1948: 449
- 1953: 479
- 1961: 486
- 1971: 529
- 1981: 438
- 1991: 356